# Enrique Zañartu
Enrique Zañartu Prieto (Santiago, 25 de diciembre de 1881 - 8 de febrero de 1943), fue un abogado y político liberal chileno. Sirvió como diputado, senador, ministro de Estado durante las presidencias de Ramón Barros Luco, Juan Luis Sanfuentes, Arturo Alessandri, Carlos Dávila y, candidato a la presidencia de la República en 1932.
Sobre todo, es conocido por ser el instigador del incendio del local de la FECh en 1920.

## Vida privada
Era hijo de Manuel Arístides Zañartu Zañartu y María Rosa Prieto del Río y sobrino del vicepresidente de la República, Aníbal Zañartu Zañartu. 
Estudió en el Instituto Inglés, Instituto Nacional y sus estudios secundarios en el Liceo de Aplicación; luego cursó Derecho en la Universidad de Chile. 
En 1903 emprendió viaje de estudios a Estados Unidos, Canadá, Europa y Asia, recorrió esos lugares por cerca de dos años. Se dedicó a las actividades agrícolas en su fundo en el departamento de Rere, especialmente a la industria agrícola, en la actual comuna de Cabrero, región del Biobío, territorios que serían heredados de su padre, Manuel Arístedes Zañartu, especialmente en la zona de Colicheu. Por los aportes de él, y sus ancestros, a la zona de las actuales ciudades de Cabrero y Monte Águila (al ser su padre propietario original de los predios que dieron origen a estos poblados), una calle de cada una de estas ciudades fueron nombradas con el apellido Zañartu, como homenaje. Además, una de las escuelas básicas municipales de la ciudad de Cabrero, también lleva su nombre.
Se casó con Lucila Zenteno Valenzuela y tuvieron diez hijos.

## Vida pública

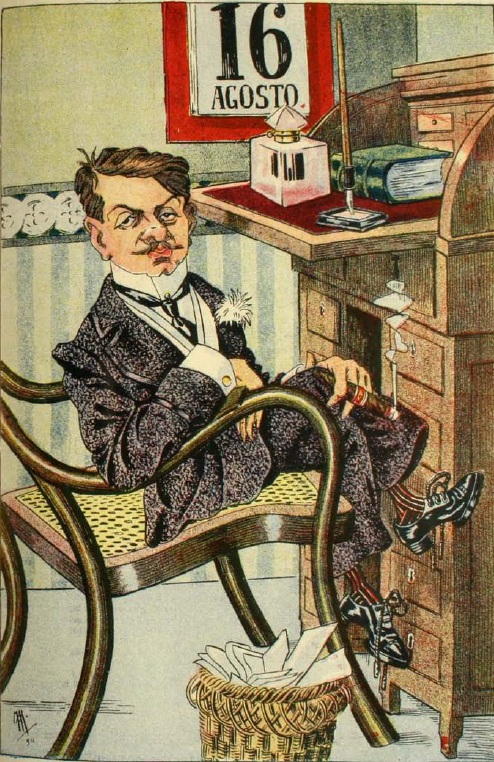
Caricatura de Zañartu Prieto, publicada en 1911.

Militó en el Partido Liberal Democrático. Diputado por Rancagua, Cachapoal y Maipo (1906-1909), por Rere y Puchacay (1909-1918); fue elegido senador por Concepción (1918-1926) y reelegido por la Séptima Agrupación Provincial, Ñuble, Concepción y Bío-Bío (1926-1932).
En 1920, desde los balcones de La Moneda y en compañía del presidente Juan Luis Sanfuentes, azuzó a la turba de aristócratas jóvenes conservadores y nacionalistas, acusando a la FECH (Federación de Estudiantes de Chile) de ser traidores y haberse vendido al "oro peruano". Tras remarcar que estos espías tenían su "guarida" a dos cuadras de ahí, el grupo partió a atacar, destruir y saquear el local de la FECH, para luego terminar haciendo una pira en la calle con los libros de la biblioteca, ante la pasividad de la policía. La turba también incendió la imprenta Numen, donde se confeccionaban las publicaciones de la federación. Tras esto, se dirigieron a la revista Zig Zag, donde se fotografiaron con objetos simbólicos saqueados de la FECH a manera de botín. 
Este incidente formó parte de la maniobra gubernamental conocida como Guerra de don Ladislao (una falsa alarma de guerra en la frontera con Perú), por medio de la cual la administración de Juan Luis Sanfuentes habría reaccionado para dilatar la entrega de los resultados de la elección presidencial que daba como ganador al opositor Arturo Alessandri. La FECH había denunciado la falsedad de la supuesta invasión inminente.
También en 1920, a propósito de una declaración de principios publicada por la misma FECH (que se afirmaba internacionalista, pacifista y se refería a la "cuestión social", criticando el capitalismo), Zañartu Prieto declaró en el Senado y a los medios de prensa que: 

"El que tales principios sustenta debe envejecer en la cárcel hasta morir en ella" (...) "Lo que es contrario al régimen capitalista es contrario a los intereses nacionales".

Enrique Zañartu Prieto

Fue ministro de Industria, Obras Públicas y Ferrocarriles (1911-1912 y 1913-1914), en el gobierno de Ramón Barros Luco. En el gobierno de Juan Luis Sanfuentes, fue ministro del Interior (20 de noviembre de 1916-9 de febrero de 1917). Ministro de Hacienda de Arturo Alessandri (20 de julio al 5 de septiembre de 1924).
La Junta de Gobierno de la República Socialista, lo nombra nuevamente como ministro de Hacienda, desde el 16 de junio al 16 de agosto de 1932, en este cargo decidió suspender el pago de la deuda externa, por la crítica situación económica que vivía Chile.
En la elección de 1932 fue candidato presidencial por el Partido Liberal Democrático y el Partido Liberal Unido, representando al ibañismo. Obtuvo el 12.62% de los votos.